# 3444 Stepanian
3444 Stepanian è un asteroide della fascia principale. Scoperto nel 1980, presenta un'orbita caratterizzata da un semiasse maggiore pari a 2,5556319 UA e da un'eccentricità di 0,2653578, inclinata di 6,44770° rispetto all'eclittica.
L'asteroide è intitolato ai coniugi Arnol'd e Natalija Stepanjan, per oltre 30 anni membri del personale dell'osservatorio astrofisico di Crimea.